# Bataille de Kairouan
 (avril 2025).
Améliorez-le ou discutez des points à vérifier. 
La bataille de Kairouan est une bataille ayant eu lieu près de Kairouan le 10 avril 1348. Elle oppose le sultan mérinide, Abû al-Hasan ben `Utman, à des tribus arabes tunisiennes révoltées contre son autorité. Elle se traduit par la défaite du sultan mérinide,.

## Contexte
Après la mort du souverain hafside Abu Yahya Abu Bakr al-Mutawakkil, en octobre 1346, une guerre de succession oppose ses deux fils jusqu'à la victoire d'Abû Hafs `Umar ben Abî Bakr et l'assassinat de son frère Abou Abbas ben Abî Bakr. Leur beau-frère et sultan mérinide Abû al-Hasan ben `Utman se pose en arbitre et pénètre en Tunisie par l'ouest. Abû Hafs s'enfuit à Gabès. Rattrapé, il est tué par les cavaliers mérinides. Abû al-Hasan ben `Utman pénètre à Tunis le 15 septembre 1347 sans avoir à assiéger la ville. Tout le Maghreb est sous l'autorité mérinide mais la paix est de courte durée.
Des tribus tunisiennes, refusant de reconnaître l'autorité du sultan mérinide, se rassemblent près de Kairouan au début de l'année 1348. Elles placent à leur tête Ibn Debbous, un petit tailleur de Tozeur descendant des sultans almohades, anciens suzerains des Hafsides et des Mérinides.

## Déroulement
Avant la bataille, le sultan mérinide est très confiant dans la victoire de ses troupes expérimentées face à des troupes arabes certes supérieures en nombre mais mal équipées et non expérimentées. Il est pourtant défait en raison de la défection de ses vassaux zianides.

## Conséquences
Après la bataille, les Mérinides perdent immédiatement la Tunisie investie par les tribus locales puis par la dynastie des Hafsides. Le souverain mérinide se réfugie dans une forteresse assiégée par les tribus arabes mais parvient à s'échapper. En Algérie, Abu Inan Faris, fils du sultan vaincu, profite de la défaite de son père pour s'autoproclamer souverain à Tlemcen mais, craignant que le pouvoir lui échappe au Maghreb al-Aqsa, décide de se rendre à Fès pour recevoir l'allégeance des tribus locales et s'autoproclame souverain.
Abû al-Hasan ben `Utman et ses soldats fuient la Tunisie par la mer mais leur bateau fait naufrage, en raison d'une tempête, devant les côtes algériennes. Cependant, le souverain ainsi qu'une poignée de ses soldats survivent à l'accident. Le souverain commence alors à organiser son armée et essaie à nouveau d'enlever Tlemcen aux Zianides mais est battu par ces derniers et doit se replier vers le Sahara. Finalement, il décide de rentrer au maghreb al-Aqsa et conteste le règne de son fils, leurs troupes respectives s'affrontant près de l'oued Oum Errabiâ et la bataille se soldant par la victoire des troupes du fils. Le père abandonne alors ses prétentions au trône et se réfugie auprès de la tribu berbère Hintata vivant dans le Haut Atlas.
Le sultan Abu Inan Faris réussit finalement à stabiliser son royaume et parvient, en 1357, à reconquérir les actuelles Algérie et Tunisie. Sa mort prématurée (tué par l'un de ses vizirs) entraîne des troubles importants et les deux provinces conquises retrouvent à cette occasion leur indépendance. Après la mort du sultan Abu Inan Faris, le maghreb al-Aqsa connaît une période sombre de son histoire, qui durera près de deux siècles. La dynastie hafside est rétablie à Tunis.